# James Craik (Mediziner)

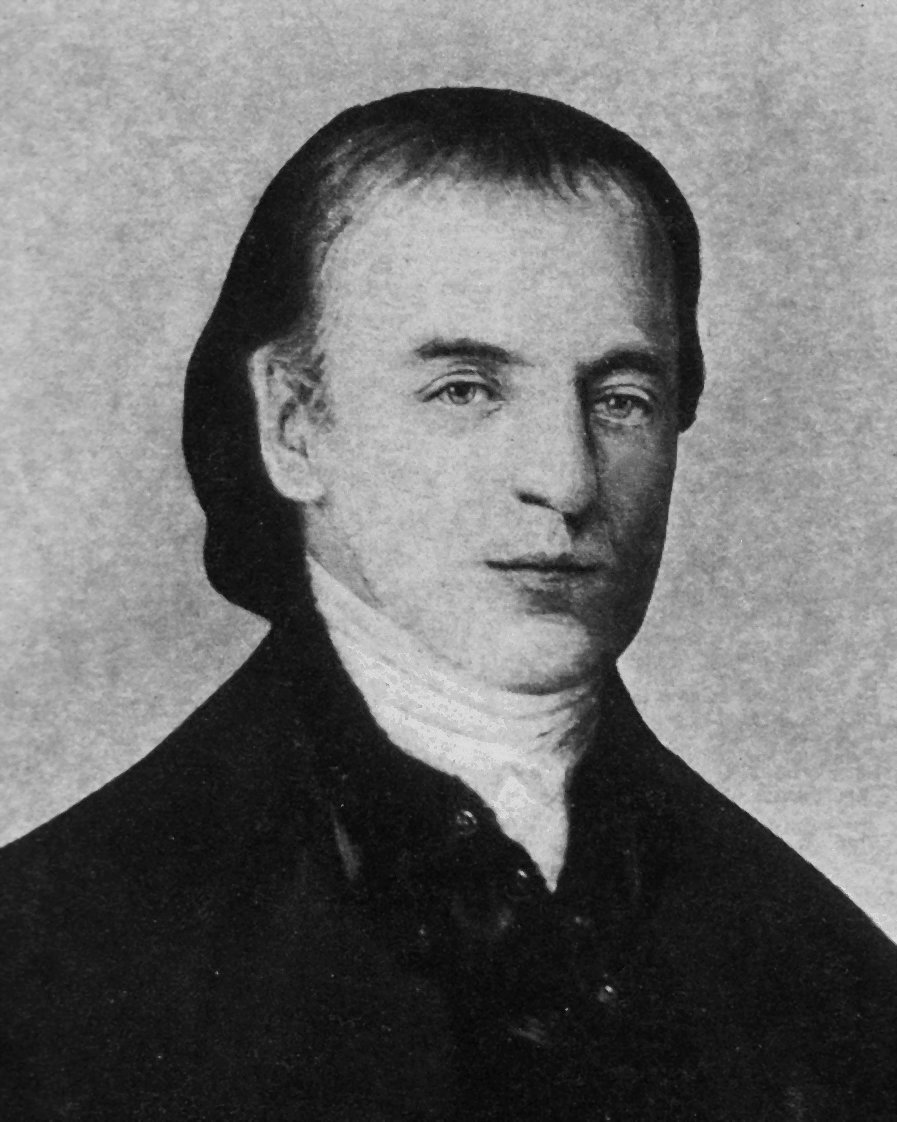
James Craik

James Craik (* 1730 in Kirkcudbright, Schottland; † 6. Februar 1814 in Alexandria, Virginia) war General Physician (Vorläufer des Surgeon General) der United States Army sowie George Washingtons Leibarzt und enger Freund.

## Bildung und Auswanderung nach Amerika
Geboren in Kirkcudbright, Schottland, war Craik der uneheliche Sohn von Robert Craik, einem Mitglied des Parlaments. Er studierte Medizin an der University of Edinburgh, dann trat er der britischen Armee bei und diente nach seinem Abschluss bis 1751 als Militärarzt in der Karibik. Anschließend eröffnete Craik eine private medizinische Praxis in Norfolk, kurz danach siedelte er nach Winchester um.

## Franzosen- und Indianerkrieg
Am 7. März 1754 nahm Craik seine militärische Laufbahn wieder auf, indem er eine Stellung als Chirurg in Oberst Joshua Frys Virginia-Regiment annahm. Während dieser Zeit wurde er ein guter Freund von George Washington, der damals Oberstleutnant des Regiments war. Craik erlebte eine große Anzahl von Schlachten des Französisch-indianischen Kriegs. Er kämpfte in der Battle of the Great Meadows und nahm an der Übergabe von Fort Necessity teil. Dann begleitete er bis zum Jahr 1755 General Edward Braddock bei dem erfolglosen Versuch die Region zurückzuerobern, schließlich behandelte er die tödlichen Wunden Braddocks. Danach diente Craik unter Washington in Virginia und Maryland bei verschiedenen Einsätzen gegen die Indianer.

## Zwischen den Kriegen
Nach dem Ende des Krieges eröffnete Craik wieder eine medizinische Praxis in Port Tobacco in Maryland. Am 13. November 1760, heiratete er Marianne Ewell, die Tochter von Captain Charles Ewell aus Bel Air in Prince William County, Virginia. Marianne wurde später die Großtante von Richard S. Ewell. Sie hatten sechs Söhne und drei Töchter. Im Jahre 1760 zog er nach Charles County, Maryland, wo er im Jahre 1765 La Grange in der Nähe von La Plata erbaute. In den Jahren 1770 und 1784 nahm er mit Washington an Vermessungsexpeditionen teil, um militärische Forderungen in Pennsylvania zu überprüfen, was heute West Virginia ist.

## Karriere während des Unabhängigkeitskrieges

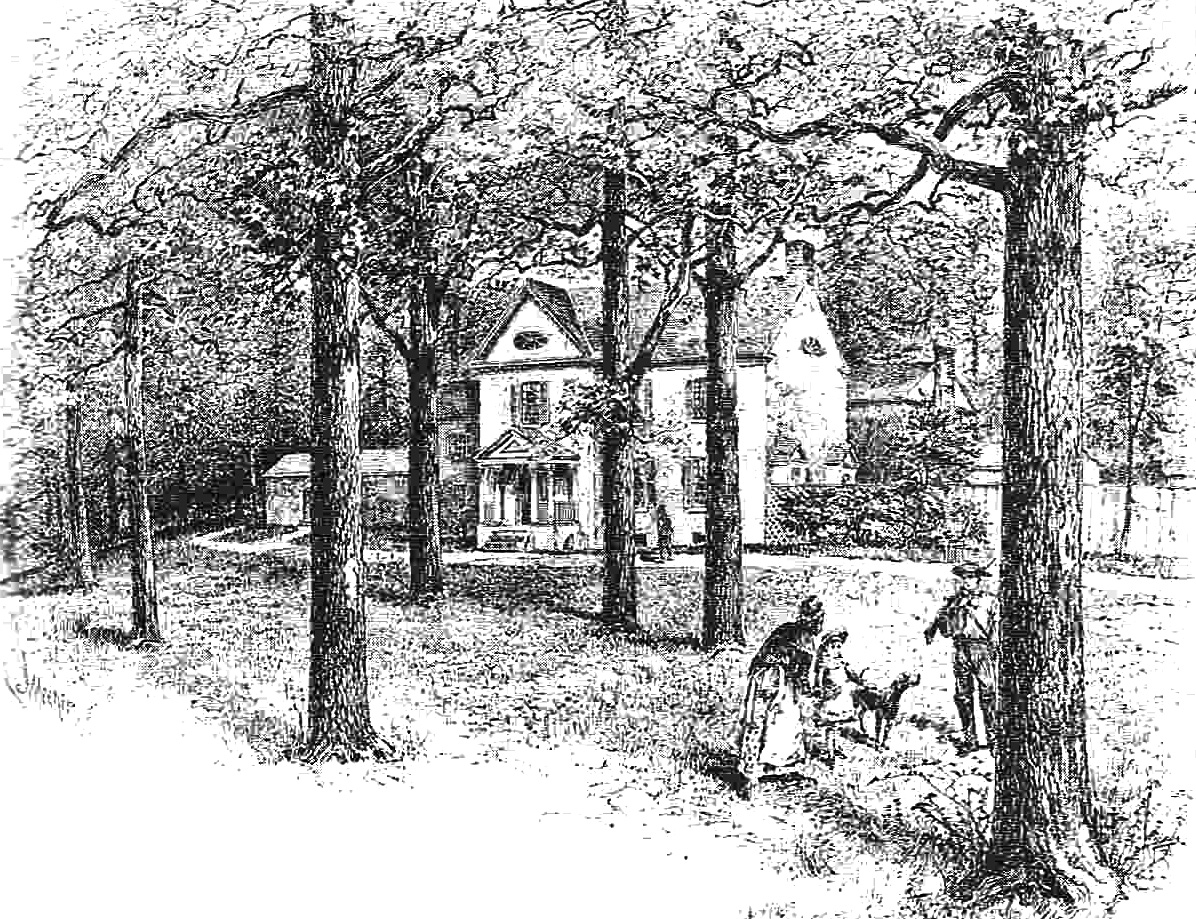
Plantage Vaucluse in Virginia

Mit dem Ausbruch der Kämpfe während der Amerikanischen Revolution diente Craik in der Armee. Er diente zunächst als Militärarzt, stieg schließlich bis in den zweithöchsten Posten innerhalb des Militärischen Sanitätswesens auf. Craik warnte Washington vor der Conway-Kabale und behandelte die Wunden von General Hugh Mercer in der Schlacht von Princeton und von Marie-Joseph Motier, Marquis de La Fayette in der Schlacht von Brandywine. Mercer starb an seinen Wunden, La Fayette hatte mehr Glück.
Washington überredete ihn mit seiner Praxis nach Alexandria, Virginia, umzuziehen, wo er seine Plantage Vaucluse erbaute und schließlich auch starb. Außerdem hatte ein Stadthaus in der 117 South Fairfax Street, 210 Prince Street und dann 210 Duke Street.
Washington holte Craik im Jahr 1798 aus seiner Praxis im Zusammenhang mit dem Quasi-Krieg gegen Frankreich und er wurde am 19. Juni Generalstabsarzt der Armee. Nach der Beendigung der Feindseligkeiten musterte Craik am 15. Juni 1800 aus.

## Washington Tod
Als Leibarzt Washingtons war Craik einer von drei Ärzten, die während dessen letzter Krankheit am 14. Dezember 1799 bei ihm waren. Washington klagte über Atemnot, Craik beschrieb dies als „Cynanche trachealis“. Da Washington nicht fähig war Medikamente zu schlucken, behandelten die beiden anderen Ärzten (Dr. Elisa C. Dick und Dr. Gustavus Richard Brown) seinen Zustand mit Aderlass, mit verschiedenen Umschläge und Einläufen. Washingtons Zustand verschlechterte sich weiter, aber Craik und Brown und entschied sich entgegen Dickss Vorschlag für eine Tracheotomie (was vielleicht lebensrettend gewesen wäre, aber wahrscheinlich eine Sepsis auslöste), und Washington starb um 10:10 Uhr abends. Brown und Craik veröffentlichten gemeinsam eine Rechenschaft über ihre Behandlung im Dezember 1800.
Craik starb in Alexandria im Jahre 1814, er ist dort auf dem Friedhof Presbyterian Old Meeting House begraben.